# Olympische Sommerspiele 1976/Leichtathletik – 200 m (Männer)

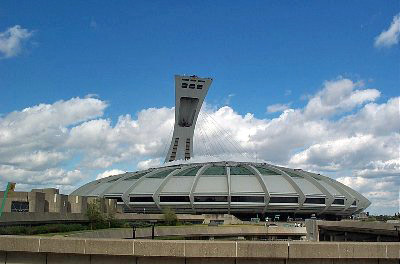
Das Olympiastadion in Montreal

Der 200-Meter-Lauf der Männer bei den Olympischen Spielen 1976 in Montreal wurde am 25. und 26. Juli 1976 im Olympiastadion Montreal ausgetragen. 45 Athleten nahmen teil.
Olympiasieger wurde der Jamaikaner Donald Quarrie. Er gewann vor den US-Amerikanern Millard Hampton und Dwayne Evans.
Der Schweizer Peter Muster erreichte das Viertelfinale und schied dort aus.

Läufer aus der Bundesrepublik Deutschland, der DDR, Österreich und Liechtenstein nahmen nicht teil.

## Bestehende Rekorde
In den Jahren damals gab es noch ein Nebeneinander zwischen handgestoppten und auf Zehntelsekunden gerundeten elektronisch genommenen Zeiten einerseits sowie rein elektronisch gestoppten auf Hundertstelsekunden gerundeten Zeiten andererseits. Die offiziellen Bestenlisten bestanden aus einer Mischung, in die beide Arten von Zeitmessung gemeinsam eingingen. Auch handgestoppte Zeiten waren damals noch Teil der offiziellen Besten- und Rekordlisten, was sich vor allem auf den kurzen Strecken auswirkte und zu voneinander abweichenden Rekorden führte. Da jedoch die handgestoppten Zeiten aufgrund der Reaktionsverzögerung der Zeitnehmer ca. ein bis zwei Zehntelsekunden besser waren als die elektronisch ermittelten Werte, gab es bald getrennte Auflistungen. Von 1977 an wurden auch offiziell nur noch die elektronischen Zeiten geführt.
Die beiden folgenden Übersichten stellen beide oben beschriebenen Rekordzeiten in getrennten Tabellen dar.
| Rekorde mit elektronischer Zeitnahme            | Rekorde mit elektronischer Zeitnahme | Rekorde mit elektronischer Zeitnahme | Rekorde mit elektronischer Zeitnahme | Rekorde mit elektronischer Zeitnahme |
| ----------------------------------------------- | ------------------------------------ | ------------------------------------ | ------------------------------------ | ------------------------------------ |
| Weltrekord                                      | 19,83 s                              | Tommie Smith ( USA)                  | Finale OS Mexiko-Stadt, Mexiko       | 16. Oktober 1968                     |
| Olympischer Rekord                              | 19,83 s                              | Tommie Smith ( USA)                  | Finale OS Mexiko-Stadt, Mexiko       | 16. Oktober 1968                     |
|                                                 |                                      |                                      |                                      |                                      |
| Rekordübersicht mit gemischt ermittelten Zeiten |                                      |                                      |                                      |                                      |
| Weltrekord                                      | 19,8 s                               | Tommie Smith ( USA)                  | Finale OS Mexiko-Stadt, Mexiko       | 16. Oktober 1968                     |
| Weltrekord                                      | 19,8 s                               | Donald Quarrie ( Jamaika)            | Cali, Kolumbien                      | 3. August 1971                       |
| Olympischer Rekord                              | 19,8 s                               | Tommie Smith ( USA)                  | Finale OS Mexiko-Stadt, Mexiko       | 16. Oktober 1968                     |

Der bestehende olympische Rekord, gleichzeitig Weltrekord, wurde bei diesen Spielen nicht erreicht. Im schnellsten Rennen, dem Finale, verfehlte der jamaikanische Olympiasieger Donald Quarrie den Rekord um vier Zehntelsekunden.

## Durchführung des Wettbewerbs
Die Athleten traten am 25. Juli zu acht Vorläufen an. Die jeweils vier Laufbesten – hellblau unterlegt – kamen ins Viertelfinale am selben Tag. Hieraus erreichten die jeweils vier Laufbesten – wiederum hellblau unterlegt – das Halbfinale am 26. Juli, aus dem sich ebenfalls die jeweils vier Laufbesten – hellblau unterlegt – für das Finale qualifizierten, das am selben Tag stattfand.

## Zeitplan
25. Juli, 10:30 Uhr: Vorläufe

25. Juli, 18:05 Uhr: Viertelfinale

26. Juli, 14:45 Uhr: Halbfinale

26. Juli, 16:50 Uhr: Finale
Anmerkung:
Alle Zeiten sind in Ortszeit Montreal (UTC−5) angegeben.

## Vorrunde
Datum: 25. Juli 1976, ab 10:30 Uhr

### Vorlauf 1
Wind: ±0,00 m/s
| Platz | Name              | Nation              | Zeit    |
| ----- | ----------------- | ------------------- | ------- |
| 1     | Millard Hampton   | USA                 | 21,11 s |
| 2     | Cuthbert Jacobs   | Antigua und Barbuda | 21,50 s |
| 3     | Colin Bradford    | Jamaika             | 21,57 s |
| 4     | Armando Padilla   | Nicaragua           | 23,07 s |
| 5     | Hamed Ali         | Saudi-Arabien       | 23,37 s |
| DNF   | Ainsley Armstrong | Trinidad und Tobago |         |
| DNS   | Hannu Mäkelä      | Finnland            |         |

### Vorlauf 2
Wind: ±0,00 m/s
| Platz | Name              | Nation                  | Zeit    |
| ----- | ----------------- | ----------------------- | ------- |
| 1     | Rick Mitchell     | Australien              | 21,91 s |
| 2     | Peter Muster      | Schweiz                 | 22,33 s |
| 3     | Hasely Crawford   | Trinidad und Tobago     | 22,35 s |
| 4     | Calvin Dill       | Bermuda                 | 22,38 s |
| DNS   | Felix López       | Dominikanische Republik |         |
| DNS   | Alexander Aksinin | Sowjetunion             |         |

### Vorlauf 3
Wind: +0,89 m/s
| Platz | Name                    | Nation            | Zeit    |
| ----- | ----------------------- | ----------------- | ------- |
| 1     | Dwayne Evans            | USA               | 20,96 s |
| 2     | Peter Fitzgerald        | Australien        | 21,35 s |
| 3     | Georges Kablan Degnan   | Elfenbeinküste    | 21,57 s |
| 4     | Abdul Aziz Abdul Kareem | Kuwait            | 22,44 s |
| 5     | Rawle Clarke            | Barbados          | 22,75 s |
| DNS   | Petar Petrow            | Bulgarien         |         |
| DNS   | Colin Thurton           | Britisch Honduras |         |

### Vorlauf 4
Wind: +0,31 m/s
| Platz | Name                | Nation      | Zeit    |
| ----- | ------------------- | ----------- | ------- |
| 1     | Guy Abrahams        | Panama      | 20,95 s |
| 2     | Thorsten Johansson  | Schweden    | 21,05 s |
| 3     | Pietro Farina       | Italien     | 21,32 s |
| 4     | Nikolai Kolesnikow  | Sowjetunion | 21,33 s |
| 5     | Mark Lutz           | USA         | 21,50 s |
| 6     | Christian Dorosario | Senegal     | 21,96 s |
| DNS   | Robert Martin       | Kanada      |         |

### Vorlauf 5
Wind: ±0,00 m/s
| Platz | Name           | Nation     | Zeit    |
| ----- | -------------- | ---------- | ------- |
| 1     | Pietro Mennea  | Italien    | 20,93 s |
| 2     | Zenon Nowosz   | Polen      | 21,29 s |
| 3     | Joseph Arame   | Frankreich | 21,34 s |
| 4     | Sammy Monsels  | Suriname   | 21,60 s |
| 5     | Ramli Ahmad    | Malaysia   | 21,92 s |
| DNF   | Clive Sands    | Bahamas    |         |
| DNS   | Hermes Ramírez | Kuba       |         |

### Vorlauf 6
Wind: +0,67 m/s
| Platz | Name               | Nation         | Zeit    |
| ----- | ------------------ | -------------- | ------- |
| 1     | Ainsley Bennett    | Großbritannien | 21,26 s |
| 2     | Bogdan Grzejszczak | Polen          | 21,35 s |
| 3     | Pedro Ferrer       | Puerto Rico    | 21,60 s |
| 4     | Tony Moore         | Fidschi        | 21,82 s |
| 5     | Philippe Étienne   | Haiti          | 22,57 s |
| DNS   | Walerij Borsow     | Sowjetunion    |         |
| DNS   | Francisco Gómez    | Kuba           |         |

### Vorlauf 7
Wind: +0,12 m/s

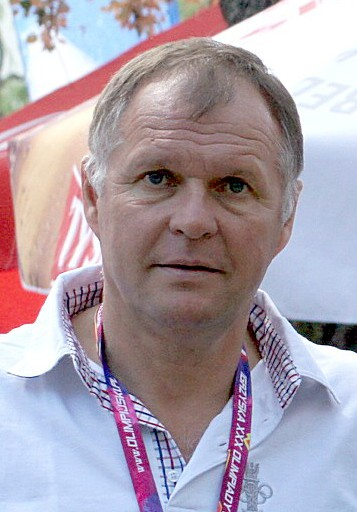
Marian Woronin (hier im Jahr 2012) erreichte als Fünfter des siebten Vorlaufs nicht die nächste Runde

Wavala Kali war der erste Leichtathlet aus Papua-Neuguinea, der an Olympischen Spielen teilnahm.
| Platz | Name             | Nation          | Zeit    |
| ----- | ---------------- | --------------- | ------- |
| 1     | Donald Quarrie   | Jamaika         | 20,85 s |
| 2     | Rui da Silva     | Brasilien       | 20,99 s |
| 3     | Endre Lépold     | Ungarn          | 21,50 s |
| 4     | Walter Callander | Bahamas         | 21,79 s |
| 5     | Marian Woronin   | Polen           | 21,90 s |
| 6     | Ayoub Bodaghi    | Iran            | 22,47 s |
| 7     | Wavala Kali      | Papua-Neuguinea | 22,64 s |

### Vorlauf 8
Wind: +0,17 m/s
Der für den Lauf gemeldete Kubaner trat nicht an.
| Platz | Name                | Nation    | Zeit    |
| ----- | ------------------- | --------- | ------- |
| 1     | Roland Bombardella  | Luxemburg | 21,18 s |
| 2     | Lambert Micha       | Belgien   | 21,25 s |
| 3     | Jean Mayer          | Thailand  | 21,25 s |
| 4     | Hugh Fraser         | Kanada    | 21,54 s |
| 5     | Barka Sy            | Senegal   | 21,54 s |
| 6     | Vittorino Milanesio | Italien   | 21,94 s |
| DNS   | Silvio Leonard      | Kuba      |         |

## Viertelfinale
Datum: 25. Juli 1976, ab 18:05 Uhr

### Lauf 1
Wind: −0,01 m/s
| Platz | Name           | Nation    | Zeit    |
| ----- | -------------- | --------- | ------- |
| 1     | Dwayne Evans   | USA       | 20,56 s |
| 2     | Guy Abrahams   | Panama    | 20,72 s |
| 3     | Rui da Silva   | Brasilien | 20,76 s |
| 4     | Colin Bradford | Jamaika   | 21,03 s |
| 5     | Peter Muster   | Schweiz   | 21,09 s |
| 6     | Zenon Nowosz   | Polen     | 21,22 s |
| 7     | Pietro Farina  | Italien   | 21,31 s |
| 8     | Hugh Fraser    | Kanada    | 21,57 s |

### Lauf 2

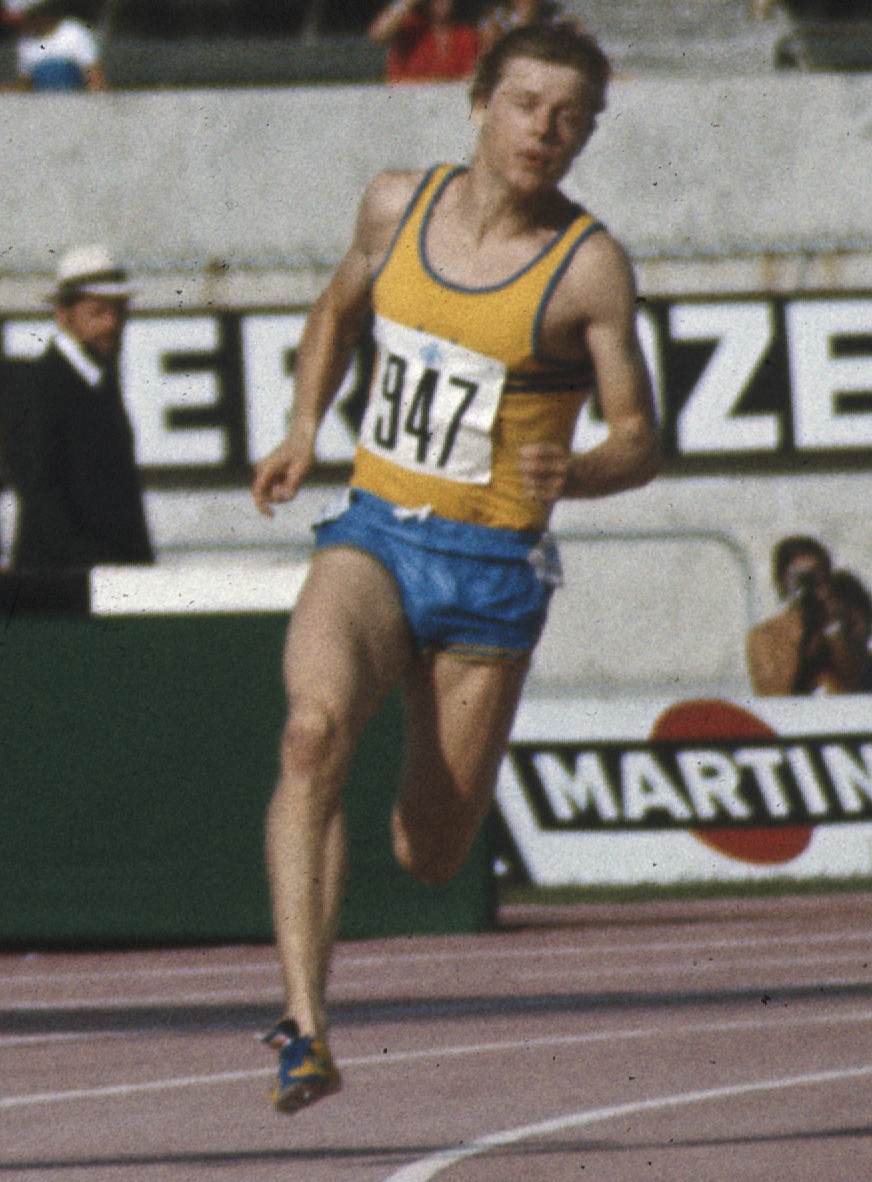
Thorsten Johansson – ausgeschieden als Fünfter des zweiten Viertelfinals

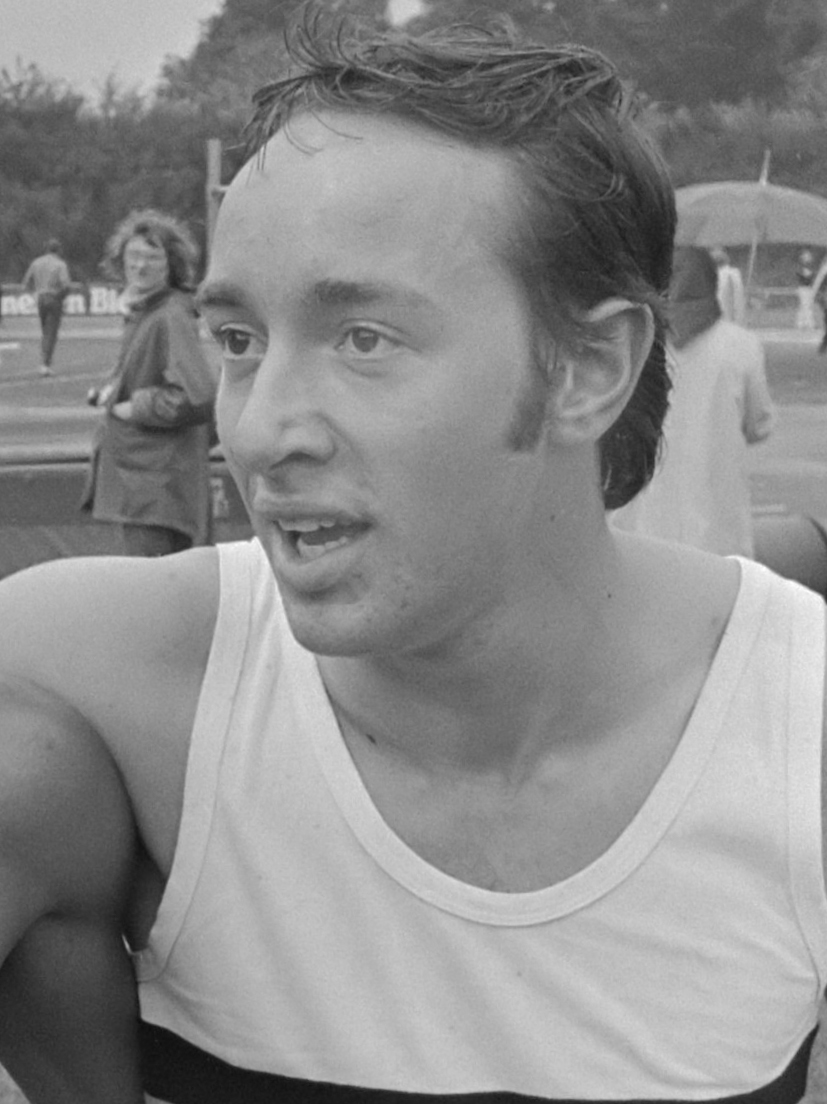
Lambert Micha – ausgeschieden als Siebter des zweiten Halbfinals

Wind: ±0,00 m/s
| Platz | Name                  | Nation         | Zeit    |
| ----- | --------------------- | -------------- | ------- |
| 1     | Pietro Mennea         | Italien        | 20,70 s |
| 2     | Georges Kablan Degnan | Elfenbeinküste | 20,91 s |
| 3     | Ainsley Bennett       | Großbritannien | 21,07 s |
| 4     | Nikolai Kolesnikow    | Sowjetunion    | 21,08 s |
| 5     | Thorsten Johansson    | Schweden       | 21,08 s |
| 6     | Calvin Dill           | Bermuda        | 21,40 s |
| 7     | Endre Lépold          | Ungarn         | 21,68 s |
| DNS   | Rick Mitchell         | Australien     |         |

### Lauf 3

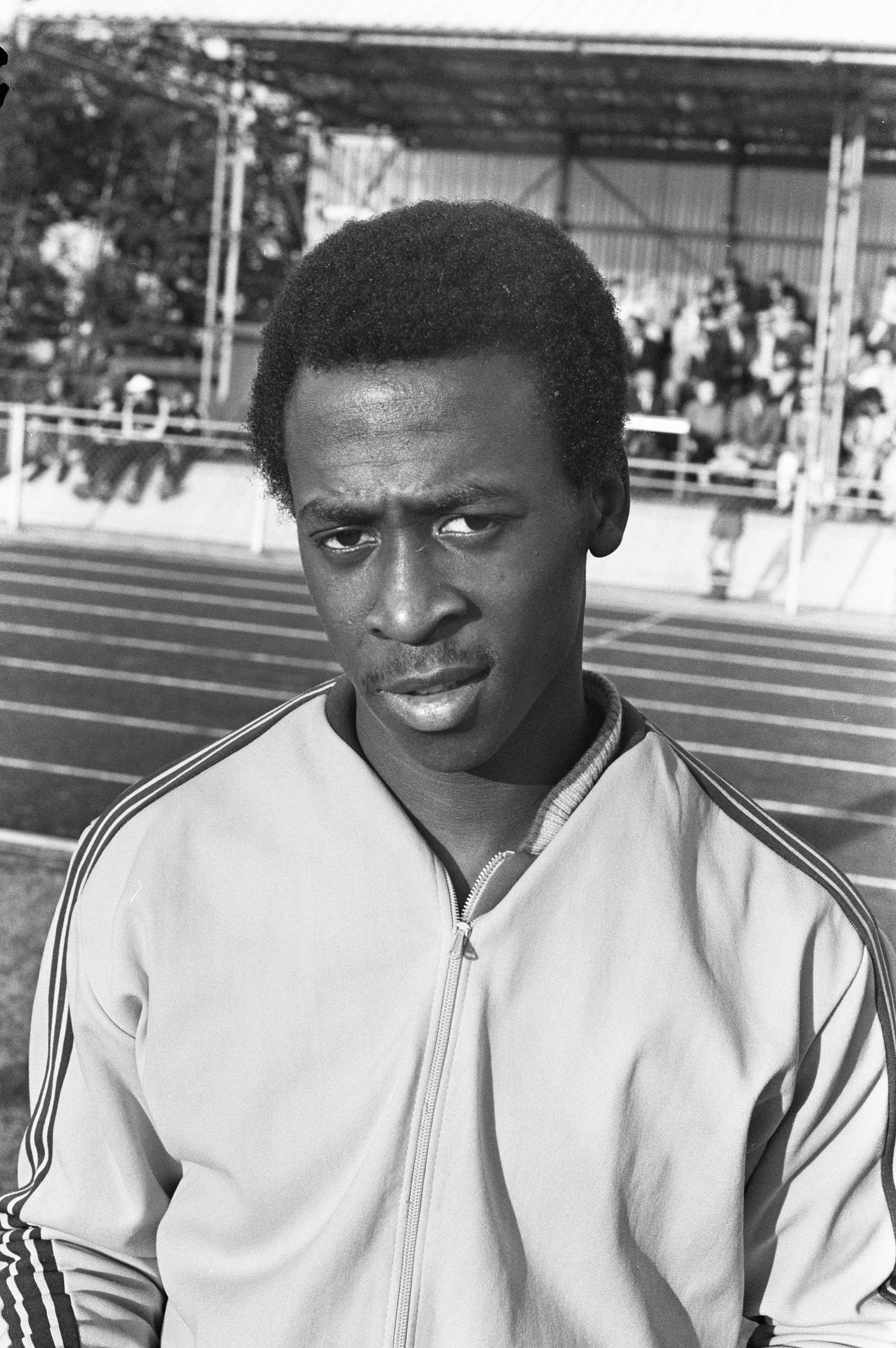
Sammy Monsels – ausgeschieden als Fünfter des dritten Viertelfinals

Wind: −0,01 m/s
| Platz | Name                    | Nation              | Zeit    |
| ----- | ----------------------- | ------------------- | ------- |
| 1     | Donald Quarrie          | Jamaika             | 20,28 s |
| 2     | Millard Hampton         | USA                 | 20,83 s |
| 3     | Joseph Arame            | Frankreich          | 21,04 s |
| 4     | Lambert Micha           | Belgien             | 21,09 s |
| 5     | Sammy Monsels           | Suriname            | 21,29 s |
| 6     | Cuthbert Jacobs         | Antigua und Barbuda | 21,33 s |
| 7     | Tony Moore              | Fidschi             | 21,75 s |
| 8     | Abdul Aziz Abdul Kareem | Kuwait              | 22,34 s |

### Lauf 4
Wind: ±0,00 m/s
| Platz | Name               | Nation              | Zeit    |
| ----- | ------------------ | ------------------- | ------- |
| 1     | Hasely Crawford    | Trinidad und Tobago | 20,95 s |
| 2     | Bogdan Grzejszczak | Polen               | 21,02 s |
| 3     | Roland Bombardella | Luxemburg           | 21,03 s |
| 4     | Peter Fitzgerald   | Australien          | 21,07 s |
| 5     | Pedro Ferrer       | Puerto Rico         | 21,33 s |
| 6     | Walter Callander   | Bahamas             | 21,78 s |
| 7     | Armando Padilla    | Nicaragua           | 22,74 s |
| 8     | Jean Mayer         | Frankreich          | 24,27 s |

## Halbfinale
Datum: 26. Juli 1976, ab 14:45 Uhr

### Lauf 1
Wind: +0,75 m/s
| Platz | Name                  | Nation              | Zeit    |
| ----- | --------------------- | ------------------- | ------- |
| 1     | Pietro Mennea         | Italien             | 20,67 s |
| 2     | Millard Hampton       | USA                 | 20,69 s |
| 3     | Hasely Crawford       | Trinidad und Tobago | 20,99 s |
| 4     | Colin Bradford        | Jamaika             | 21,09 s |
| 5     | Georges Kablan Degnan | Elfenbeinküste      | 21,14 s |
| 6     | Roland Bombardella    | Luxemburg           | 21,16 s |
| 7     | Nikolai Kolesnikow    | Sowjetunion         | 21,25 s |
| 8     | Peter Fitzgerald      | Australien          | 21,29 s |

### Lauf 2
Wind: +0,71 m/s
| Platz | Name               | Nation         | Zeit    |
| ----- | ------------------ | -------------- | ------- |
| 1     | Donald Quarrie     | Jamaika        | 20,48 s |
| 2     | Dwayne Evans       | USA            | 20,83 s |
| 3     | Rui da Silva       | Brasilien      | 21,01 s |
| 4     | Bogdan Grzejszczak | Polen          | 21,14 s |
| 5     | Guy Abrahams       | Panama         | 21,15 s |
| 6     | Joseph Arame       | Frankreich     | 21,29 s |
| 7     | Lambert Micha      | Belgien        | 21,46 s |
| 8     | Ainsley Bennett    | Großbritannien | 21,52 s |

## Finale

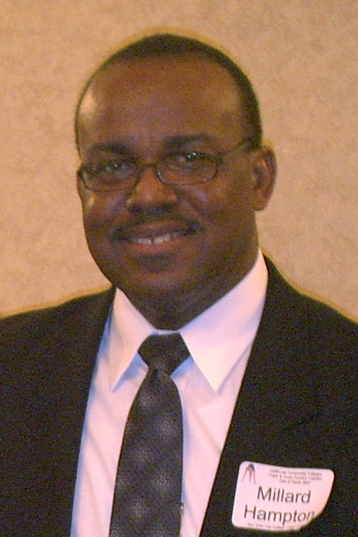
Millard Hampton (Foto: 2006) gewann die Silbermedaille
Pietro Mennea belegte Rang vier

Datum: 26. Juli 1976, 16:50 Uhr
Wind: +0,72 m/s
| Platz | Name               | Nation              | Zeit        |
| ----- | ------------------ | ------------------- | ----------- |
| 1     | Donald Quarrie     | Jamaika             | 20,23 s     |
| 2     | Millard Hampton    | USA                 | 20,29 s     |
| 3     | Dwayne Evans       | USA                 | 20,43 s     |
| 4     | Pietro Mennea      | Italien             | 20,54 s     |
| 5     | Rui da Silva       | Brasilien           | 20,84 s     |
| 6     | Bogdan Grzejszczak | Polen               | 20,91 s     |
| 7     | Colin Bradford     | Jamaika             | 21,17 s     |
| 8     | Hasely Crawford    | Trinidad und Tobago | 1:19,60 min |

Favorisiert war der Jamaikaner Quarrie, besonders nachdem sein ärgster Konkurrent, der US-Sprinter Steve Williams, wegen einer Oberschenkelverletzung, die er sich bei den US-Olympiaausscheidungen zugezogen hatte, nicht in Montreal teilnehmen konnte. Ein weiterer Medaillenanwärter fiel aus wegen des Olympiaboykotts der afrikanischen Staaten, dem sein Land folgte. Dies war James Gilkes aus Guyana. So blieben als Rivalen für Quarrie vor allem die US-Amerikaner Millard Hampton und Dwayne Evans. Gewisse Außenseiterchancen wurden auch dem Italiener Pietro Mennea eingeräumt.
Im Finale ging es erwartet knapp und spannend zu. Auf der Zielgeraden lag Quarrie zunächst gleichauf mit Evans. Dann erarbeitete sich der Jamaikaner einen kleinen Vorsprung, allerdings kam am Schluss Millard Hampton noch stark auf und zog an Dwayne Evans vorbei. Donald Quarrie rettete einen Vorsprung von sechs Hundertstelsekunden ins Ziel und gewann nach seiner Silbermedaille über 100 Meter nun Gold auf der 200-Meter-Strecke. Elf Hundertstelsekunden hinter Evans wurde Pietro Mennea Vierter.
Hasely Crawford, der Sieger über 100 Meter, zog sich nach dem Start eine Leistenverletzung zu und stürzte. Er rappelte sich hoch und humpelte nach 1:19,60 min ins Ziel. Während die Datenbank SportsReference seinen Einlauf als Letzter mit dieser Zeit angibt, wird im offiziellen Bericht angegeben, er habe das Rennen nicht beendet.
Donald Quarrie gelang der erste jamaikanische Olympiasieg in dieser Disziplin.

## Videolinks
- Montreal 76 Olympics 200m Final, youtube.com, abgerufen am 7. Oktober 2021
- Montreal Olympic Games Highlights - Second Part - Colour, Bereich 1:52 min bis 2:09 min, youtube.com, abgerufen am 7. Oktober 2021
- HQ Don Quarrie 200m 1976 Montreal olympics, youtube.com, abgerufen am 11. Dezember 2017